# 4-피리돈
4-피리돈(영어: 4-pyridone)은 화학식이 C
5H
4NH(O)인 유기 화합물이다. 4-피리돈은 무색 고체이다. 화합물은 소수의 호변이성질체인 피리딘-4-올과 평형 상태로 존재한다.

## 제조
4-피리돈 및 그 유도체는 양성자성 용매에서 4-피론과 아민으로부터 제조된다.
|  |

## 같이 보기
- 4-피페리디논
- 디하이드로아세트산